# Dunbar (hrabstwo Marinette)
Dunbar – jednostka osadnicza w Stanach Zjednoczonych, w stanie Wisconsin, w hrabstwie Marathon.